# Lysandra germanella
Lysandra germanella är en fjärilsart som beskrevs av Ruggero Verity 1926. Lysandra germanella ingår i släktet Lysandra och familjen juvelvingar. Inga underarter finns listade i Catalogue of Life.